# Józef Kwiatkowski (inżynier)
Józef Kwiatkowski (ur. 2 marca 1923 w Aleksandrowie Kujawskim, zm. 8 marca 1994) – polski inżynier, nauczyciel akademicki, prorektor Politechniki Warszawskiej, ostatni przewodniczący Wojewódzkiej Rady Narodowej w Płocku.

## Życiorys
Syn Zygmunta. Z wykształcenia inżynier, absolwent Politechniki Warszawskiej. Od 1949 przez blisko 45 lat pracował na tej uczelni. Uzyskał stopień naukowy doktora, specjalizował się w zagadnieniach związanych z budownictwem, w szczególności z teorią konstrukcji inżynierskich. Od 1979 zajmował stanowisko profesora PW, od 1983 wykładał w Ośrodku Naukowo-Dydaktycznym Politechniki Warszawskiej w Płocku. Pełnił funkcje prodziekana i dziekana Wydziału Budowlanego, zastępcy dyrektora Instytutu Mechaniki Konstrukcji Inżynierskich, dziekana Wydziału Budownictwa Lądowego ART w Olsztynie. Od 1984 do 1990 przez dwie kadencje był prorektorem PW ds. filii w Płocku. Należał do Towarzystwa Naukowego Płockiego. W latach 1988–1990 przewodniczył płockiej Wojewódzkiej Radzie Narodowej.
Pochowany na cmentarzu komunalnym Północnym w Warszawie (kwatera T/XXVII/20/2/17).

## Odznaczenia
Pośmiertnie w 1994 prezydent Lech Wałęsa odznaczył go Krzyżem Wielkim Orderu Odrodzenia Polski. Wcześniej otrzymał m.in. Krzyż Komandorski z Gwiazdą OOP.